# Antic Forn de Pa (Palouet)
L'Antic Forn de Pa és un forn de pa del poble de Palouet del municipi de Massoteres (Segarra) inclos en l'Inventari del Patrimoni Arquitectònic de Catalunya.

## Descripció
Espai de forma convexa, aquest forn estava destinat a coure el pa. La porta s'ha perdut. Al costat de la boca del forn, que és de forma quadrada, hi ha dues grans pedres, que podrien ser el suport de la xemeneia. A més, hi trobem un gran taulell per a fer la massa del pa. A la paret del taulell, hi ha una obertura que servia per a deixar els estris o ingredients utilitzats per a l'elaboració del pa. Per les restes dels forats que hi ha a la paret, on s'hi encaixaven les bigues, demostra, que estava cobert, i que aquesta coberta, era d'una sola vessant.

## Història
No hi ha documentació sobre aquest forn. Se sap, però, que es va fer servir fins acabada la guerra civil. Es creu que podria ser del segle xviii, època de gran expansió econòmica tant al camp com a la ciutat, si més no pel record que es té de la porta, que sembla barroca. Aquesta fou venuda cap a la segona meitat del segle XX i no tenim cap fotografia.